# Ancylotrypa magnisigillata
Ancylotrypa magnisigillata is een spinnensoort uit de familie Cyrtaucheniidae. De soort komt voor in Zuid-Afrika.